# John Boyd (stratège)
Pour les articles homonymes, voir John Boyd et Boyd.
Le colonel John Richard Boyd (23 janvier 1927 - 9 mars 1997) est un pilote de chasse de l'United States Air Force, chercheur et consultant du Pentagone. 
Ses théories ont eu une grande influence sur le développement de l'aviation militaire et la stratégie militaire de la fin du XXe siècle aux États-Unis.

## Jeunesse
Boyd est né le 23 janvier 1927 à Érié, en Pennsylvanie. Il est diplômé de l'université de l'Iowa avec un diplôme en économie et il obtient ensuite un diplôme en génie industriel de Georgia Tech.

## Carrière militaire
Après le lycée, Boyd s'est enrôlé dans l'armée à 19 ans et sert dans l'United States Army Air Forces de 1945 à 1947, affecté comme professeur de natation dans les territoires occupés du Japon. Après son retour aux États-Unis, il profite du G.I. Bill pour s'inscrire à l'université de l'Iowa, et y passe un diplôme d'économie. Il y rencontre sa femme Mary, qu'il épouse aussitôt et avec qui il restera toute sa vie.

### Pilote de chasse dans la guerre de Corée
Il s'engage dans l'US Air Force le 8 juillet 1951, et devient pilote de chasse. Il a servi environ 20 missions de combat sur F-86 pendant la guerre de Corée. Il est alors sélectionné comme l'un des premiers instructeurs à la nouvelle Fighter Weapons School à la base aérienne de Nellis, dans le Nevada.

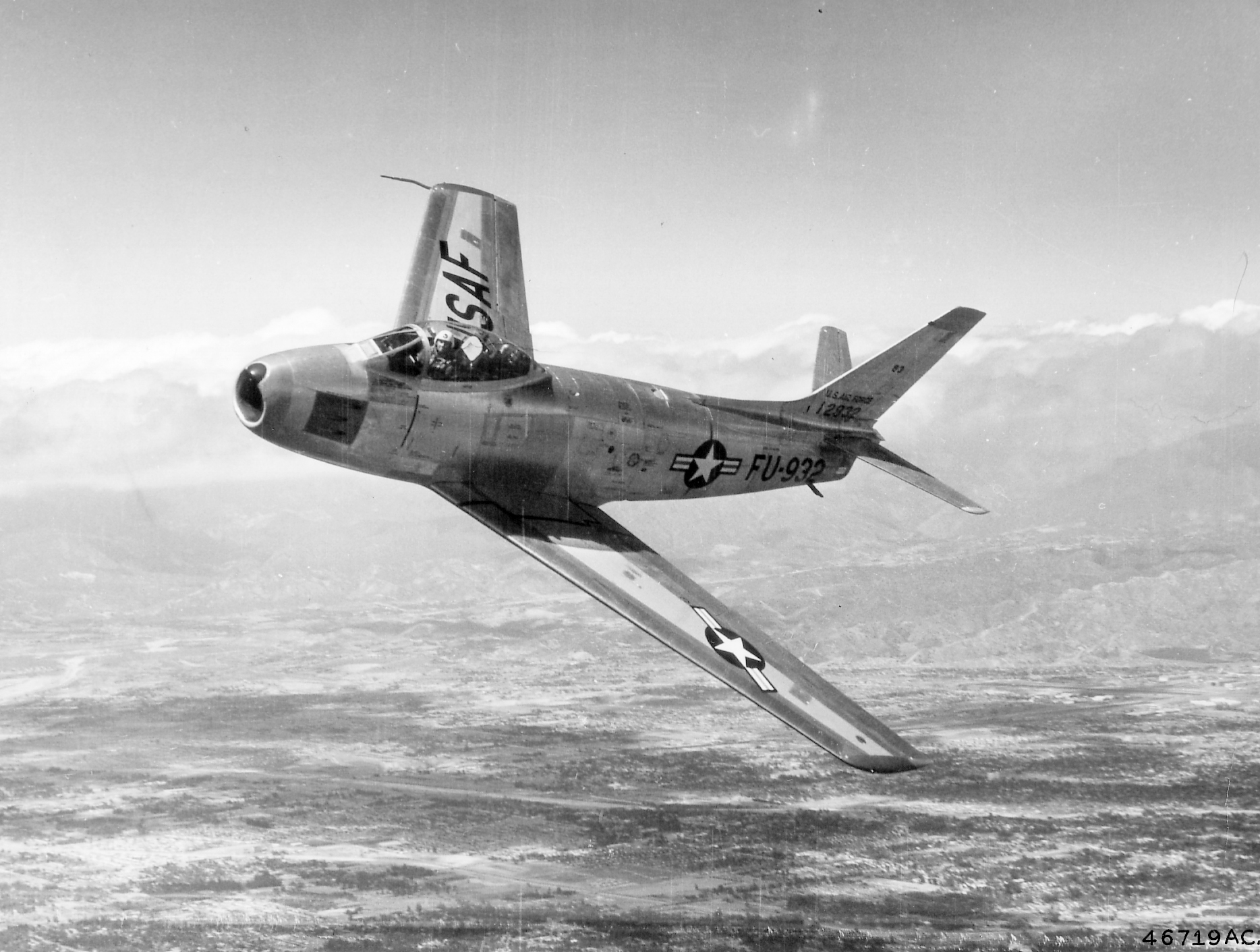
F-86 Sabre de l'US Air Force en 1953

### 40 second Boyd
Boyd devient capitaine et l'un des premiers instructeur de l'United States Air Force Fighter Weapons School, sur la base aérienne de Nellis, dans le Nevada, du 1er avril 1953 au 31 août 1960. 
Le capitaine Boyd conçoit le programme de combat aérien tactique et est vite surnommé « 40 second Boyd » car il pariait 40 dollars qu'il pouvait manœuvrer d'une position de désavantage (challenger sur sa queue) à l'avantage (positions inversées) en 40 secondes. 
Il développe également des tactiques mathématiques précises et opérationnelles pour l'emploi efficace des missiles GAR-8, en y consacrant des centaines d'heures prises sur son temps de repos. L'utilisation de ses concepts dans la formation des équipages tactiques s'est traduite par une nette amélioration de la capacité opérationnelle des escadrons de chasseurs tactiques au sein de l'United States Air Force, et, à travers des missions de formation, a augmenté les capacités de combat des pays alliés.
Il a publié l'ensemble de ses résultats dans un rapport technique « l'étude d'attaque aérienne » (the Aerial Attack Study) un document secret qui a fini par devenir la bible internationale du combat aérien.
À la fin des années 1950, il était largement considéré comme le meilleur pilote de chasse de l'armée de l'air américaine.

### The Mad Major
Du 15 novembre 1963 au 30 juin 1966, le Major Boyd est affecté comme responsable de l'efficacité des tests à l'Air Center Proving Ground, Eglin Air Force Base, en Floride. Pendant cette période, le major Boyd a développé à sa propre initiative le concept de  « maniabilité énergétique » pour mesurer quantitativement les performances d'un avion en termes d'énergie totale disponible et sa relation avec la maniabilité et l'efficacité opérationnelle du véhicule. Ce concept  a été largement accepté et est depuis lors utilisé dans toutes les forces aériennes américaines et dans l'aéronautique en général.

### La guerre aérienne du Viêt Nam
Le colonel Boyd est vice-commandant de la Task Force Alpha, et du 56e Combat Support Group, Nakhon Phanom Royal Thai Base, en Thaïlande, du 17 avril 1972 au 11 avril 1973. Pendant cette période, il a résolu de nombreux problèmes complexes d'importance majeure pour la Force aérienne. Ses efforts  sont directement responsables de l'élaboration des politiques et des programmes qui ont été des facteurs importants dans la réussite des opérations militaires en Asie du Sud-Est, pendant cette période.

### The Ghetto Colonel

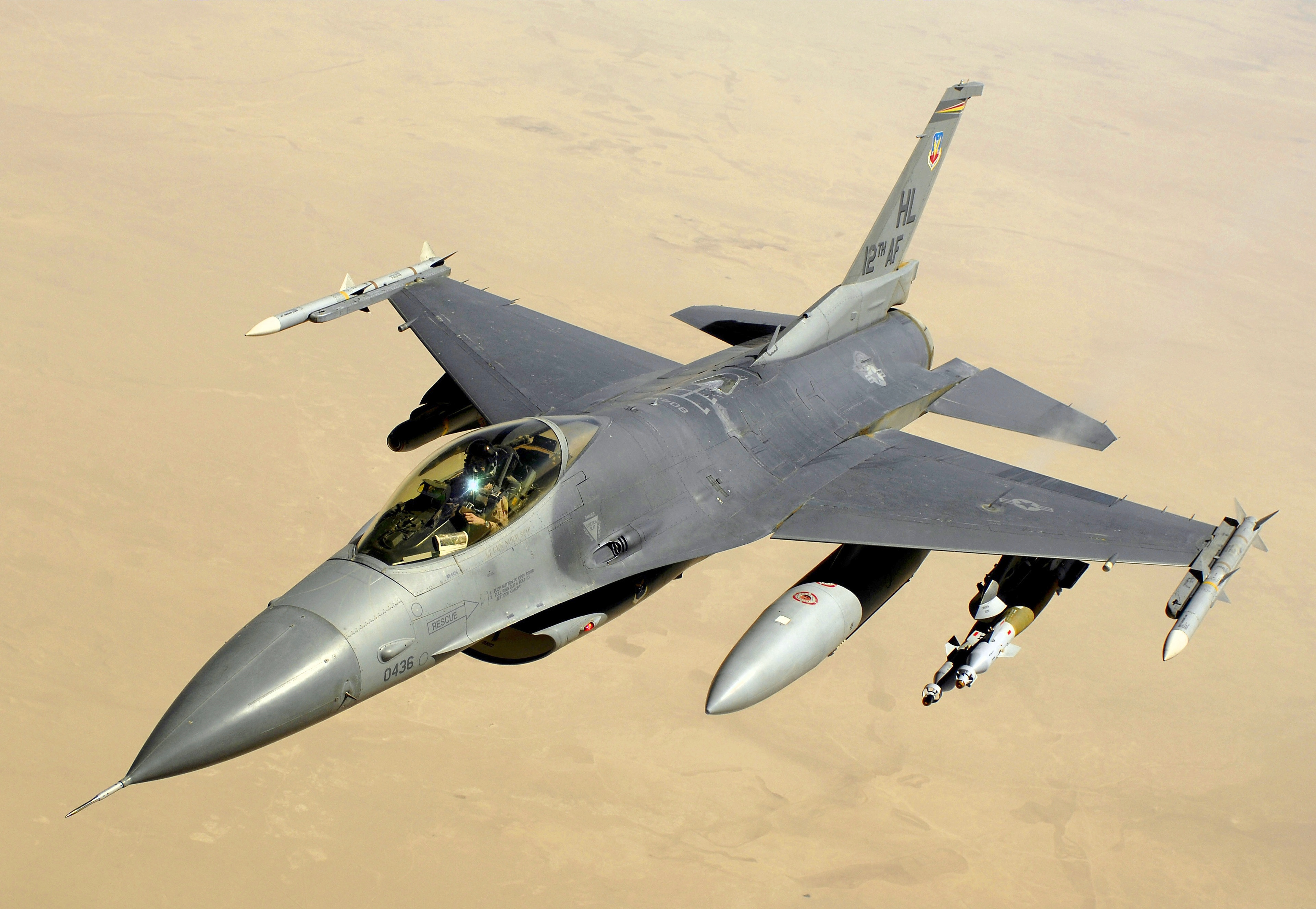
F-16

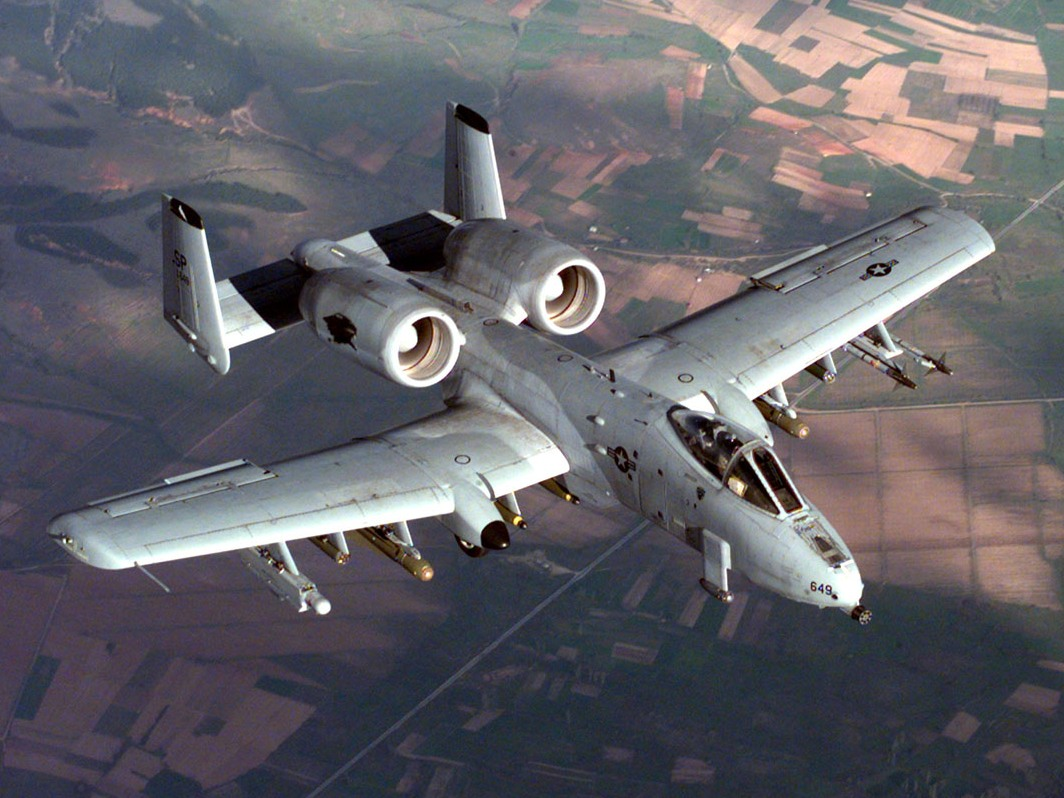
A-10 Thunderbolt

Chef du "Development Plans and Analysis Group", dans le "Directorate of Operational Requirements and Development Plans", et sous-chef d'état-major de la recherche et du développement, au siège de l'United States Air Force, au Pentagone, du 10 mai 1973 au 31 août 1975, le colonel Boyd a contribué à l'amélioration de la planification du développement, au renforcement des forces tactiques d'avions de combat, à l'initiation des efforts de prototypes avancés, au raffinement des exigences du processus et à la résolution d'innombrables autres problèmes complexes d'importance majeure pour l'US Air Force.

### Genghis John
Boyd toujours en désaccord avec ses supérieurs démissionne de l'US Air Force le 31 août 1975, et prend sa retraite quelques mois plus tard. Il se lance alors dans un travail de fond pour exposer ses théories militaires en tant que consultant auprès de son équipe de « Fighter Mafia (en) » resté en place à l'Office of the Secretary of Defense (en) au Pentagone. Celle-ci est composée de l'analyste Tom Christie, du pilote d'essai Everest Riccioni, du designer Pierre Sprey et de l'ingénieur Harry Hillaker.
Boyd meurt d'un cancer en Floride le 9 mars 1997 à l'âge de 70 ans. Il fut inhumé avec tous les honneurs militaires au cimetière national d'Arlington le 20 mars 1997.

## Théorie militaire

### Maniabilité énergétique
John Boyd s'est lancé dès 1963 sur la théorie de maniabilité énergétique, qu'il développe avec le mathématicien Thomas Christie, pour modéliser les performances d'un avion. Cet outil d'analyse lui permit très tôt de comparer les performances relatives des avions américains et soviétiques pendant la guerre de Corée.
Son rapport réalisé en 1964, fut à l'origine de la création autour de lui d'un groupe surnommé la « Fighter Mafia (en) » au sein de l'US Air Force, dont l'objet était de réaliser des avions aptes au combat, au lieu des multiples chasseurs-bombardiers « plaqués-or », que le Pentagone se procurait à grands frais. Ainsi son travail fut à l'origine de la mise au point du F-16, F/A-18, Northrop YF-17 Cobra et du Fairchild A-10 Thunderbolt II pour l'appui au sol.
Après sa retraite en 1976, il crée ses œuvres les plus importantes, y compris destruction et création en septembre 1976, Patterns of Conflict en décembre 1986, OODA Loop en 1986, et son célèbre discours sur Gagner et perdre en août 1987.

### L'OODA Loop

Diagramme du cycle de décision connu comme la boucle Boyd, ou la OODA loop.

## La postérité de John Boyd

### Le stratège de l'US Marine Corps
Son impact a été tel dans la doctrine du Corps des Marines des États-Unis, que John Boyd est le seul militaire de l'US Air Force à être distingué par le Corps des Marines des États-Unis. L'ensemble de ses archives sont déposées à la Marine Corps University de Quantico.
Le travail de John Boyd a été reconnu comme fondamental par l'ensemble des chefs d’états-majors de l'USMC, comme Charles C. Krulak, Anthony Zinni, Paul K. Van Riper qui ont utilisé son travail pour élaborer l'ensemble de leurs manuels d'Area of responsibility dans les années 1990 et 2000.

## Récompenses et distinctions
- Il reçut quatre fois la Legion of Merit
- Air Force Systems Command Scientific Achievement Award
- USAF Research and Development Award
- Air Force Association Citation of Honor
- Hoyt S. Vandenberg Award
- Le Harold Brown Award, plus haute distinction scientifique de l'US Air Force, en hommage à Harold Brown, a été remise à John Boyd pour son travail sur l'energy maneuverability, son design aéronautique et ses tactiques Air-Air[7].